# Liebermann (Familie)
Liebermann ist der Familienname einer ursprünglich deutschen Familie, zu der namhafte Unternehmer, Künstler und Wissenschaftler gehören. Ausgehend von dem Knecht Bendix aus Märkisch Friedland in Pommern, ließ sich die jüdische Familie bald in Berlin nieder. Ein Familienzweig wurde in den Adelsstand erhoben, Teile der Familie wechselten später zum christlichen Glauben. Durch Heirat gab es zahlreiche Verbindungen zu anderen bekannten Familien, beispielsweise zur Familie Rathenau. Angehörige der Familie Liebermann wurden während der Zeit des Nationalsozialismus verfolgt, sie emigrierten ins Ausland oder wurden Opfer der Schoa. Heute leben Mitglieder der Familie in zahlreichen Ländern.

## Stammliste
Angegeben sind jeweils Vor- und Zuname, in Klammern auch alternative Schreibweisen oder abweichende Rufnamen. Beim erstgenannten Bendix waren Nachnamen noch unüblich. Nach dem Zeichen ⚭ (für verheiratet) steht soweit bekannt das Datum der Hochzeit. Fehlende Geburts- und Sterbedaten sind entweder mit einem ? versehen, bei möglicherweise noch Lebenden ein _ belassen. Die jüngsten Familienangehörigen wurden nicht mehr namentlich erwähnt. Die Daten zur nachfolgenden Stammliste entstammen der Familienchronik von Marina Sandig und den Stammtafeln von Regina Scheer.
1. Bendix (1710–ca. 1770) – Knecht in Märkisch Friedland (heute Mirosławiec)
  1. Liebermann Bendix (um 1748–um 1815) – Handlungsdiener, Handlungsmann in Märkisch Friedland, ⚭ um 1776 Vogel (Voegelchen) Meyer (Meijer) (1750–1828)
    1. Jochem Liebermann (1778–1853) – Händler in Märkisch Friedland, Kaufmann, Fabrikant in Berlin, ⚭ 1804 Rahel Sussmann (Simon) (1789–1857)
      1. Benjamin Joachim Liebermann (1806–1890) – Seidenfärber, Manufakturwarenhändler, Fabrikant in Berlin, ⚭ I. 1833 Susette Löwenthal (1812–1869), ⚭ II. 1869 Johanna Hirschfeld (1846–1918)
      2. Bertha Liebermann (1808–1879) ⚭ 1829 Levin Jacob Levinstein (1803–1865) – Kaufmann, Seiden- und Kattunfabrikant, Diplomat
        1. Julius Levinstein (1830–1870) – Doktor der Philosophie, ⚭ 1859 Jenny Lehmann (1839–1916)
          1. Arthur Levinstein (1860–?)
          2. Olga Levinstein (1862–?)

        2. Eduard Levinstein (1831–1882) – Dr. med., Sanitätsrat, ⚭ Marie Gierach (?–?)
          1. Walter Levinstein (1864–1937) – Arzt

        3. Hugo Levinstein (1832–1878) – Seidenfabrikant im Vereinigten Königreich, in Italien und Frankreich, Kaufmann, ⚭ 1869 Esther Meyer (?–?)
        4. Cäcilie Levinstein (1833–?)
        5. Fanny Levinstein (1834–?) ⚭ 1855 Benny Wolff (1827–1882) – Kaufmann
          1. Georg Joachim Wolff (1857–?)
          2. Alice Wolff (1861–?)
          3. Eugen Richard Wolff (1862–?) – Dr., 1943 deportiert nach Theresienstadt, Opfer der Schoa, ⚭ Debora Margarethe Lehmann (1862–?)
          4. Max James Wolff (1864–?)

        6. Feodore Levinstein (1835–1838)
        7. Adolph Levinstein (1836–?) – Kattunfabrikant
        8. Philipp Levinstein (1838–?) – Kattunfabrikant, ⚭ 1871 Sophie Friedländer (1842–?)
          1. Susette Levinstein (1861–?)

        9. Elise Levinstein (1839–1922) ⚭ 1860 (Justus) Leopold Lehmann (1833–1888) – Kaufmann
          1. Victor Lehmann (1861–1938) – Sanitätsrat
          2. Margarethe Eugenie Lehmann (1864–1942) ⚭ Julius Schneider (1861–1942) – Professor Dr., 1942 deportiert nach Theresienstadt, Opfer der Schoa

        10. Hulda Levinstein (1841–?) ⚭ 1862 Marcus Lachmann (um 1826–?) – Kaufmann
          1. Elsbeth Lachmann (1862–1946) ⚭ 1886 Ernst Adolph Julius (1854–1927) – Preußischer Major

        11. Gustav Levinstein (1842–1910) – Chemiker, Fabrikant in Deutschland, Frankreich, Italien und im Vereinigten Königreich, Kaufmann, Schriftsteller, ⚭ Hermine Popper (1854–1934)
          1. Bertha Levinstein (?–?) ⚭ N. Zwicklitz (?–?)

        12. Alexander Levinstein (1834–?) – Chemiker, Fabrikbesitzer, ⚭ 1860 Sophie Russ (?–?)
        13. Iwan/Ivan (Isaac Imanuel) Levinstein (1845–1916) – Chemiker im Vereinigten Königreich, ⚭ Hedwig Abeles (?–?)
          1. Herbert Levinstein (1878–1956) – Chemiker im Vereinigten Königreich

        14. Mathilde Levinstein (1847–1886)
        15. Anna Levinstein (1850–?) ⚭ Carl Wilhelm Friedrich Jacobi (um 1847–?) - Dr. med.
        16. Jenny Levinstein (1852–?) ⚭ 1869 Eduard Avellis (1826–?) – Kaufmann

      3. Pincus (Philipp) Liebermann (1810–1878) – Kaufmann. Manufakturwarenhändler, Kattunfabrikant, Kommerzienrat in Berlin, ⚭ 1837 Frederike (Rahel, Recha) Ley (1814–1888)
        1. Martin Liebermann (1838–1900) – Fabrikbesitzer in Berlin, ⚭ 1862 Anna Liebermann (1843–1933) – siehe Eintrag in dieser Liste
          1. Otto Joachim Liebermann (1864–1870)
          2. Gertrud Marianne Liebermann (1865–1942) – 1942 deportiert nach Theresienstadt, Opfer der Schoa, ⚭ Georg Meyer (1855–1934) – Bankier
            1. Marie Luise Meyer (1896–1944) – 1942 deportiert nach Theresienstadt, Opfer der Schoa
            2. Rudolf Meyer (1898–1943) – 1943 deportiert nach Auschwitz, Opfer der Schoa
            3. Ellen Meyer (1900–1943) – 1943 deportiert nach Auschwitz, Opfer der Schoa

          3. Olga Liebermann (1868–?) – 1939 emigriert ins Vereinigte Königreich ⚭ 1900 Siegfried Ruhemann (1859–) – 1939 emigriert ins Vereinigte Königreich, Dr. Chemie Universität Cambridge
            1. Martin Ruhemann (1903–?) – 1939 emigriert ins Vereinigte Königreich

          4. Eugenie Victoria Betty Liebermann (1872–?)

        2. Felix Liebermann (1839–1889) – Fabrikbesitzer in Berlin, ⚭ 1867 Therese Reichenheim (1848–1915)
          1. Ernst Joachim Liebermann (1868–?)
          2. Friedrich Felix Liebermann (1870–?)
          3. Friederika Liebermann (1874–?)

        3. Elisabeth (Elise) Liebermann (1844–1889?) ⚭ I. 1865 Ernst Bernhard Berend (1838–1880) – Kaufmann, ⚭ II. um 1868 Adam Liebermann (?–?) – Herzoglicher Schlossverwalter
          1. Ernst Liebermann (1869–1960) – Kunstmaler, Professor
            1. Albert Liebermann (?–?) – Biologe
            2. Werner Liebermann (?–?) – Verlagsbuchhalter

      4. Joseph Joachim Liebermann (1812–1883) – Kaufmann, Hausbesitzer, Manufakturwarenhändler, Kattunfabrikant, Kommerzienrat in Berlin, ⚭ 1840 Bertha Bella Benda (1822–1901)
      5. Sara Liebermann (1814–1889) ⚭ 1834 Hubert Jacob Levinstein (1809–1889) – Kaufmann
        1. Julius Hubert Levinstein (1837–1895) – Kaufmann, ⚭ 1864 Charlotte Bendix (1844–1910)
          1. Else Levinstein (?–?)

        2. Max Levinstein (1847–1917)

    2. Jacob Liebermann (1780–1867) – Händler in Märkisch Friedland, Kaufmann, Lederhändler, Fabrikant in Berlin, ⚭ 1808 Ester Wolff (um 1783–1846)
      1. Rahel Liebermann (1809–1884) ⚭ 1831 Hirsch Abel Hirschberg (1797–1889) – Kaufmann, Schnittwarenhändler
        1. Wilhelm Hirschberg (1832–1910) ⚭ 1874 Pauline Altmann (1838–1911)
        2. Clara Hirschberg (1834–1871) ⚭ 1858 (Markus) Max Pappenheim (1828–?)
          1. Elisabeth Pappenheim (1861–?)
          2. Nanny Pappenheim (1863–?)

        3. Sophie Hirschberg (1836–nach 1920) ⚭ 1862 Abraham (Adolph/Adolf) Katz (1839–1920) – Kaufmann
        4. Frederike (Rieckchen) Hirschberg (1837–?) ⚭ 1867 Gustav Samuel (1842–1911) – Kaufmann
        5. Martin Hirschberg (1839–?) – Kaufmann ⚭ 1874 Antoinette Frank (1854–?)
        6. Fanny Hirschberg (1840–1933) ⚭ 1869 Siegfried Max Mai (1841–1909) – Leihhändler
          1. Alexander Ulrich Mai (1873–1964) – emigrierte 1939 nach Neuseeland ⚭ 1902 Gertrud (Trude) Teppisch (1884–1953)
            1. Hans Mai (?–?)
            2. Ruth Mai (1906–1973) – emigrierte nach Neuseeland, ⚭ Georg Lemchen (1902–1971) – Dr., emigrierte 1935 nach Neuseeland
              1. Hannah Beate Lemchen (1932–?) ⚭ Ian Templeton (?–?)
                1. eine Tochter
                2. ein Sohn

              2. Susanna Renate Lemchen (1934–?) ⚭ Hugh Williams (?–?)
              3. Barbara Esther Lemchen (1938–?) ⚭ Dougles Cole (?–?)

        7. Emil Hirschberg (1841–1876) – Kaufmann, ⚭ Emma Moser (1841–1916)
        8. Bella Hirschberg (1843–?) ⚭ 1873 (Markus) Max Pappenheim (1828–?) – Witwer der Clara Hirschberg (1834–1871), siehe diese Liste
        9. Julius Hirschberg (1844–?)
        10. Nestor Hirschberg (1846–?)
        11. Ernst Salomon Hirschberg (1848–?)
        12. Abel Albert Hirschberg (1850–?)
        13. weitere Nachkommen

      2. Sarah Liebermann (1811–?)
      3. Joseph Liebermann (1813–1877) – Kaufmann, Manufakturwarenhändler, Fabrikant, Bankier in Berlin, ⚭ I. 1838 Rosalie Friedländer (1819–1881), ⚭ II. Henriette Jacoby (?–?)
        1. Wilhelm Liebermann (1840–1900)
        2. Franziska Liebermann (1841–1910) ⚭ I. 1863 Moritz Bresler (1828–?) - Bankier, ⚭ II. 1872 Eduard Hirschberg (1832–1888) – Ingenieur, Bankier
        3. Anna Sophie Liebermann (1845–1913?) ⚭ 1871 Heinrich David Strauss (1843–?) – Kaufmann
        4. Gustav Liebermann (1847–1937) – Kaufmann
        5. Friedrich Salomon Liebermann (1849–1936?) – Dr. phil in Hamburg, Makler, Immobilienmakler, ⚭ Pauline Baer (1859–1917)
          1. Robert Liebermann (1883–?) ⚭ Annemarie Stampe (1893–?)
            1. Rolf Franz Liebermann (1919–1942) – 1942 an der Ostfront gestorben

          2. Käthe Liebermann (1885–1952) – Max Ring (1893–1914?)
            1. Herbert Ring (1913–?)
            2. Max Friedrich Ring (1914–?)

        6. Paul Alexander Liebermann (1851–1852)
        7. Carl Liebermann (1853–1942)
        8. Albert Liebermann (1865–?) – Arzt und Logopäde, Sanitätsrat, ⚭ 1895 Frieda Bernstein (?–?)
          1. Susanne Elisabeth Liebermann (1897–?)
          2. Heinz Albert Liebermann (1900–?)

      4. Meyer (Meijer) Liebermann (1814–?) – Kaufmann, Manufakturwarenhändler, Fabrikant in Berlin, ⚭ 1843 Sophie Beermann (1823–1887)
        1. Ludwig Liebermann (1844–1891)
        2. Johanna Liebermann (1845–?) ⚭ 1873 Carl Ernst Adolph Schmidt (1838–?)
        3. Ernst (Eliser) Liebermann (1847–1892) – Kaufmann, ⚭ Charlotte Warburg (?–?)
          1. Max Siegfried Liebermann (1874–?) – Dr. phil, Fabrikant, emigrierte 1938 ins Vereinigte Königreich, ⚭ Elisabeth Wünsch (?–?)
            1. Margaret Melanie Liebermann (1904–1939) ⚭ 1926 Christoph Burchard (?–?) - Offizier, Kaufmann in Hamburg

          2. Franz Victor Liebermann (1878–?) ⚭ Elise Sanders (?–?)
            1. Liselotte Liebermann (1900–?) ⚭ 1928 N. Calmon (?–?)
            2. Gertrud Liebermann (1909–?) – emigrierte 1939 ins Vereinigte Königreich

          3. Hans Liebermann (1883–1931) – Arzt, Psychoanalytiker ⚭ Lisa N. (?–?)

        4. Julius Liebermann (1848–1848)
        5. Alexander Liebermann (1858–?)

    3. Joseph (Bendix) Liebermann (1783–1860) – Händler in Märkisch Friedland, Kattunfabrikant, Kommerzienrat in Berlin, ⚭ 1812 Marianne Kallenbach (Callenbach) (1792–1864)
      1. Benjamin Liebermann (1812–1901) – Fabrikbesitzer, Geheimer Kommerzienrat in Berlin, ⚭ 1839 Mathilde Grünbaum (1814–1902)
        1. Clara Therese Liebermann (1841–1942) ⚭ 1860 Anton Lehmann (1834–1899) – Kaufmann, Fabrikbesitzer
          1. Ernst Joseph Lehmann (1861–?) – Dr. Phil, später Pfarrer in Mannheim ⚭ 1890 Maria Klara Faißt (?–?)
            1. Kurt Lehmann (1893–?)

          2. Debora Margarethe Lehmann (1862–?) ⚭ Eugen Richard Wolff (1862–1943) – siehe Eintrag in dieser Liste
          3. Richard Salomon Lehmann (1864–1943) – 1943 deportiert nach Theresienstadt, Opfer der Schoa, ⚭ Else Joel (1872–1943) – 1943 deportiert nach Theresienstadt, Opfer der Schoa
            1. drei Kinder

          4. Georg Lehmann (1867–1940) – Fabrikant
          5. Martha Lehmann (1870–?) – emigrierte 1940 nach Stockholm oder ins Vereinigte Königreich ⚭ Franz Kaufmann (1886–1943)
            1. Margot Wilhelmine Kaufmann (1898–?) – Dr. Ärztin, emigrierte 1935 ins Vereinigte Königreich ⚭ Erich Goldschmidt (?–?) – emigrierte 1935
              1. Peter Thomas Goldschmidt (1930–?) – emigrierte 1935 ins Vereinigte Königreich

        2. Carl Theodor Liebermann (1842–1914) – Chemiker, Professor, Geheimer Regierungsrat in Berlin, ⚭ 1869 Antonie Amalie Reichenheim (1850–1916)
          1. Else Liebermann (1869–1948) – 1940 Flucht nach Südfrankreich, danach in die Schweiz, ⚭ 1890 Hugo Preuß (1860–1925) Staatsrechtswissenschaftler, Professor Dr.
            1. Ernst Gustav Preuß (1891–1966) – Dr., Volkswirt, Abteilungsleiter in der AEG, emigrierte ins Vereinigte Königreich
            2. Kurt Preuß (1893–1935) – Suizid, ⚭ Gabriele N. (?–?)
            3. Gerhard Preuß (1897–1921)
            4. Hans Helmut Preuß (1901–1983) – Rechtsanwalt in Berlin, emigrierte nach Frankreich

        3. Hedwig Louise Liebermann (1843–1933) ⚭ 1865 Theodor August Simon (1832–1903) – Kaufmann, Fabrikant
          1. Marianne Simon (1866–?) ⚭ Klaus Edgar Ulrich Rosenthal (1855–1927)
            1. Hans Samuel Rosenthal (1890–?) ⚭  Ilse Schneider (?–?)
              1. Stefanie Rosenthal (?–?)

            2. Mathilde Rosenthal (1898–1925) ⚭ 1925 Richard Ziegler (1891–1992) – Maler, Grafiker, geschieden 1928
            3. Otto Rosenthal (1899–1980) – Dr. med., Professor, Biochemiker, emigrierte 1935 in die Vereinigten Staaten, ⚭ 1923 Anina (Anna Franziska) Marcovaldi (1903–?)
              1. Gerda Irene Rosenthal (?–?)
              2. Hans Edgar Ulrich Rosenthal (?–?)

          2. Moritz Veit Simon (1867–1934)
          3. Arthur Veit Simon (1868–1889)
          4. Gertrud Elise Simon (1871–?) – ermordet im Vernichtungslager Sobibor, Opfer der Schoa, ⚭ Kurt Johannes Zander (1860–1926?)
            1. Clara Zander (1895–?) – ermordet im Vernichtungslager Sobibor, Opfer der Schoa
            2. Kaethe Zander (1904–?) – deportiert 1942 nach Osten, Opfer der Schoa
            3. Theodor Zander (?–?)
            4. Ernst Konrad Heinrich Zander (?–1982) ⚭ Käthe N. (?–?)
              1. Karl Ludwig Arthur Zander (?–?) ⚭ Anette Monach (?–?)
                1. Hedwig Zander (?–?)
                2. Susanne Robertine Zander (?–?)

          5. Siegfried (Fritz) Veit Simon (1877–1934) – Botaniker
          6. Henriette (Henny) Simon (1879–1943) – 1942 deportiert nach Theresienstadt, Opfer der Schoa, ⚭ Max Zondek (1868–1933) – Professor Dr. med., Nierenfacharzt
            1. Lily Zondek (1908–2000) – Dr. med.
            2. Theodor Zondek (1912–2000) – Dr. med, emigrierte ins Vereinigte Königreich

          7. Walther Simon (1882–?)
          8. Walther Veit Simon (1882–?) – Dr. med., Professor, ⚭ Lise Saulmann (1889–1934)
            1. Karl Veit-Simon (1911–?)
            2. Helmut Veit-Simon (1917–?)

      2. Teibchen (Therese) Liebermann (1815–1895) ⚭ 1836 Moser (Moritz) Abraham Rathenau (1799–1871) – Getreidehändler
        1. Albert Moritz Rathenau (1837–1923) ⚭ 1866 Natalie Koebner (1844–1902 oder 1912)
        2. Emil Moritz Rathenau (1838–1915) – Königlich Preußischer Geheimer Baurat, Großindustrieller, Gründer und Generaldirektor der AEG, ⚭  1866 Sabine Mathilde Nachmann (1845–1926)
          1. Walther Rathenau (1867–1922) – Dr. phil. nat., Wiederaufbauminister, Reichsaußenminister, 1922 ermordet
          2. Erich Rathenau (1871–1903) – Ingenieur, Unternehmer, Leiter des Kabelwerk Oberspree
          3. Edith Rathenau (1883–1952) ⚭ 1902 Fritz Andreae (1873–1950) – Bankier
            1. Marie Elisabeth Andreae (1902–1990) ⚭ 1926 Rudolf Holzhausen (1889–1963) – bis 1934 Diplomat im Auswärtigen Amt
              1. Hans Holzhausen (1927–?) – Wirtschaftsingenieur, ⚭ Rosanna Ellis (1935–2024) – Bildhauerin
                1. Peter Holzhausen (1962–_)
                2. Hadija Holzhausen (1964–_) – Dressurreiterin, ⚭ Ottoman Azevedo (1951–_)
                  1. Daniel Holzhausen (1987--_)

              2. Walter Holzhausen (1929–?) – UN-Beamter, ⚭ Ursula von Briskorn (1933–?)
                1. Christiane Holzhausen (1958–_) – Europäische Parlamentsanwältin ⚭ Nigel Fischer (1959–_)
                  1. drei Töchter

                2. Susanne Holzhausen (1962–_) ⚭ Boris von Mutius (?–_) – Bankdirektor
                  1. zwei Söhne, eine Tochter

                3. Kornelia Holzhausen (1967–_) ⚭ Massimo Melessaccio (1968–_)
                  1. ein Sohn, eine Tochter

                4. Elisabeth Holzhausen (1970–_) ⚭ Robert Benett (1972–_)

            2. Ursula-Ruth Andreae (1904–1987) – Schriftstellerin, Übersetzerin, Verlegerin, ⚭ 1927 Hans Karl von Mangoldt-Reiboldt (1896–1971) – Jurist, Bankier, deutscher Botschafter bei der OEEC
            3. Barbara Andreae (1909–1966) ⚭ I. Günther Mossner (1902–1946) – Verleger, ⚭ II. Walther Fürth (1894–1966) – Rechtsanwalt
              1. Bernd Mossner (1934–_) – Rechtsanwalt, Bankdirektor ⚭ Gloria Leibacher (1934–_) – Juristin
                1. Michael Mossner (1963–_) ⚭ Ursula Ammann (1966–_)
                2. Christian Mossner (1965–_)
                3. Andreas Mossner (1968–_)

            4. Veronika Ingeborg Andreae (1915–1965) – Psychologin, Graphologin ⚭ Helmut Schnewlin (1916–1997)

        3. Oscar Moritz Rathenau (1840–1926) – Kaufmann, jüdischer Handelsrichter ⚭ 1870 Henriette (Hermine) Blanka (Bianka) Goldberger (1849–1906)
          1. Lothar Joseph Rathenau (1871–1872)
          2. Fritz Rathenau (1875–1949) – Dr. Ministerialrat, ⚭ 1904 Sophie Dannenbaum (1882–1973)
            1. Hans Werner Rathenau (1905–1989) – Ingenieur, ⚭ Marion Ilka Friedländer (1912–1998)
            2. Hermann Günther Rathenau (1907–1963) – Industrieller, ⚭ 1936 Xenia Kans (1914–?)
              1. Georgetta-Andree Rathenau (1937–_) ⚭ N. Rappaport (?–_) – Professor Dr.
                1. Alain Thierry Rappaport (1960–_)
                2. Nathalie Beatrice Rappaport (1962–_)
                3. Delphine-Isabelle Rappaport (1970–_)

              2. Francois-Bernard Rathenau (1938–1948)
              3. Nicole-Francine Rathenau (1950–_) ⚭ 1968 Jean-Pierre Ollivier (?–_) – 1971 geschieden
                1. Constance Julie Marie Ollivier (1969–_)

            3. Gerhart Wolfgang Rathenau (1911–1989) – Physiker, Professor Dr., ⚭ 1938 Johanna Huberta van den Hoeck (1912–1999)
              1. Jan Jacob Rathenau (1939–_) ⚭ Constance Saskia Rathenau-Beyerman
                1. zwei Söhne

              2. Frank Willem Rathenau (1943–_)

            4. Josephine Rathenau-Levy (1877–1921) – Sozialpädagogin, Stadtverordnete von Berlin, ⚭ Max Levy (1869–1932), geschieden 1900

          3. Kurt Rathenau (1800–1942) – 1942 deportiert, Opfer der Schoa

      3. Leiser (Louis) Liebermann (1819–1894) – Kaufmann, Kattunfabrikant in Berlin, ⚭ 1841 Pine (Philippine) Haller (1822–1892)
        1. Anna Liebermann (1843–1933) ⚭ 1862 Martin Liebermann (1838–1900) – siehe Eintrag in dieser Liste
        2. Georg Liebermann (1844–1926) – Fabrikant, Kommerzienrat in Berlin, ⚭ 1873 Elsbeth Marckwald (1855–1924)
          1. Hans Heinrich Liebermann (1876–1938) – Dr. phil, Chemiker, Professor, Suizid, ⚭ 1915 Klara Anna Pauline Goebbels (1881–1858)
            1. Heinrich Liebermann (1911–1991) – Dr. Pathologe, ⚭ Rosemary N. (1916–?)
              1. Gill Liebermann (1943–?) ⚭ N. Cobley (?–?)
              2. Susan Liebermann (1947–?)

            2. Wolfgang Liebermann (1920–1920)
            3. Wilhelm Liebermann (1921–?) – Dr. Neurologe, ⚭ Elke N. (1934–?)
              1. Susanne Liebermann (1960–?) – N. Meier (?–?)
              2. Matthias Liebermann (1969–?)

            4. Manfred Liebermann (1921–1995) – Dr. Internist ⚭ Gerda Ziedrich (1926–?), ⚭ Gerda Ziedrich (1926–?) – Dr., Ärztin

          2. Eva Liebermann (1878–1941) ⚭ Otto Max Köbner (1869–1934) – Professor Dr., Naturwissenschaftler, Ökonom

        3. Max Liebermann (1847–1935) - Maler, Präsident der Akademie der Künste, Professor Dr., ⚭ Martha Marckwald (1857–1943) – Suizid
          1. Käthe (Marianne Henriette) Liebermann (1885–1952) – emigrierte 1938 in die Vereinigten Staaten, ⚭ 1915 Kurt Riezler (1882–1955) – Diplomat, Politiker, Philosoph, emigrierte 1938 in die Vereinigten Staaten
            1. Maria (Martha Margarethe) Riezler (1917–1995) – emigrierte 1938 in die Vereinigten Staaten, ⚭ Howard White (1912–1974) – Professor für Geschichte
              1. Heather White (1948–?) ⚭ N. Daniels
              2. Katherine M. White (1956–?)

        4. Felix Liebermann (1851–1925) – Dr. phil., Professor, Historiker, ⚭ 1880 Cäcilie Lachmann (1860–1943)

      4. Meyer (Martin) Liebermann (1821–1846) – Arzt in Berlin
      5. Callmann (Carl) Liebermann (1823–?)
      6. Eduard Liebermann (1825–1914?) – ausgewandert 1848 nach London, ⚭ N. N. (?–?)
        1. Fanny Liebermann (?–?)

      7. Leopold Liebermann-Roßwiese (1827–1920) – Kaufmann in Berlin ⚭ 1850 Wilhelmine Caroline Sophie Wanske (1829/1830–?)
        1. Hugo Liebermann-Roßwiese (1851–?) – Kaufmann, ⚭ Ida  Auguste Gertrud Plaut (1854–?)
          1. Franz Joseph Moritz Liebermann (1872–1931) – Jurist, Rechtsanwalt ⚭ Lucie Lang (?–?)
            1. Richard Liebermann (1906–1988) – Dr. jur. ⚭ Hanna Petrie (?–?)
            2. Rolf Liebermann (1910–1999) – Komponist, Intendant, ⚭ I. 1950 Giaconda Schmid (1913?–?) – geschieden 1978, ⚭ II. 1982 Hélène Vida (1938–2015) – Journalistin, Librettistin
              1. Franz Alvin Liebermann (1958–_)
              2. Felix Liebermann (1959–_)

          2. Erich Hans Liebermann-Roßwiese (1886–1942) – Pianist, Komponist, Librettist, Leiter der Musikabteilung der Mitteldeutschen Rundfunk AG, deportiert nach Riga, Opfer der Schoa

      8. Adolf Ritter Liebermann von Wahlendorf (1829–1893) – Fabrikant, Bankier, Kunstsammler, Mäzen, ⚭ 1858 Rina Strauss (1838–1880)
        1. Arthur Martin Liebermann von Wahlendorf (1859–1865)
        2. Paul Joseph Liebermann von Wahlendorf (1861–1930) – Dr. jur. Königlich Preußischer Landrichter, ⚭ 1896 Else Esther Holländer (1876–1929)
          1. Hans Liebermann von Wahlendorf (1899–1917) – im Krieg als Fähnrich gefallen
          2. Ruth Liebermann von Wahlendorf (?–?) ⚭ Werner Schwarz (?–?) – Gesandter
            1. Hans Albrecht Schwarz-Liebermann von Wahlendorf (?–?) – Dr. jur. pol., Professor

        3. Willy Edgar Sally Ritter Liebermann von Wahlendorf (1863–1939) – Dr., Chemiker, ⚭ I. 1901 Elisabeth Lenning (Levy) (1875–1946), geschieden 1926, ⚭ II. Maria (Maidi) Feist-Belmont (1884–1971), ⚭ N. N. (?–?)
          1. Renee Liebermann von Wahlendorf (?–?)
          2. Ellen Liebermann von Wahlendorf (?–?)
          3. Edgar Liebermann von Wahlendorf (1910–1999) ⚭ Erika Knüpfler (?–?)
            1. Irmin Liebermann von Wahlendorf (1929–2018)
              1. Nachkommen

        4. Fritz Adolf Liebermann von Wahlendorf (1865–?) – Arzt in Berlin, Fabrikbesitzer ⚭ 1892 Melanie Eugenie Oppenheim (1868–1922)
          1. Adolf-Fritz Liebermann von Wahlendorf (?–1982) – Regierungs-Medizinalrat
          2. Marie Louise Liebermann von Wahlendorf (?–?) ⚭ Hans Lesser (?–?) – Ministerialrat

      9. Fanny Liebermann (1831–1923) ⚭ 1849 Ferdinand Reichenheim (1817–1902) – Bankier, Fabrikant
        1. Antoine Amalie Reichenheim (1850–1916) ⚭ Carl Theodor Liebermann (1842–1914) – siehe Eintrag in dieser Liste
          1. Nachkommen bei Carl Theodor Liebermann

        2. Elise Reichenheim (1851–1852)
        3. Ernst Reichenheim (1854–1880) – Maler, Dichter

      10. Julie Liebermann (1837–1916) ⚭ Abraham Leib (Louis) Gerson (um 1820–1888) – Kaufmann, Unternehmer, Mäzen